# Эдип
Эдип (др.-греч. Οἰδίπους, лат. Oedipus) в древнегреческой мифологии — царь Фив, сын Лаия и Иокасты.

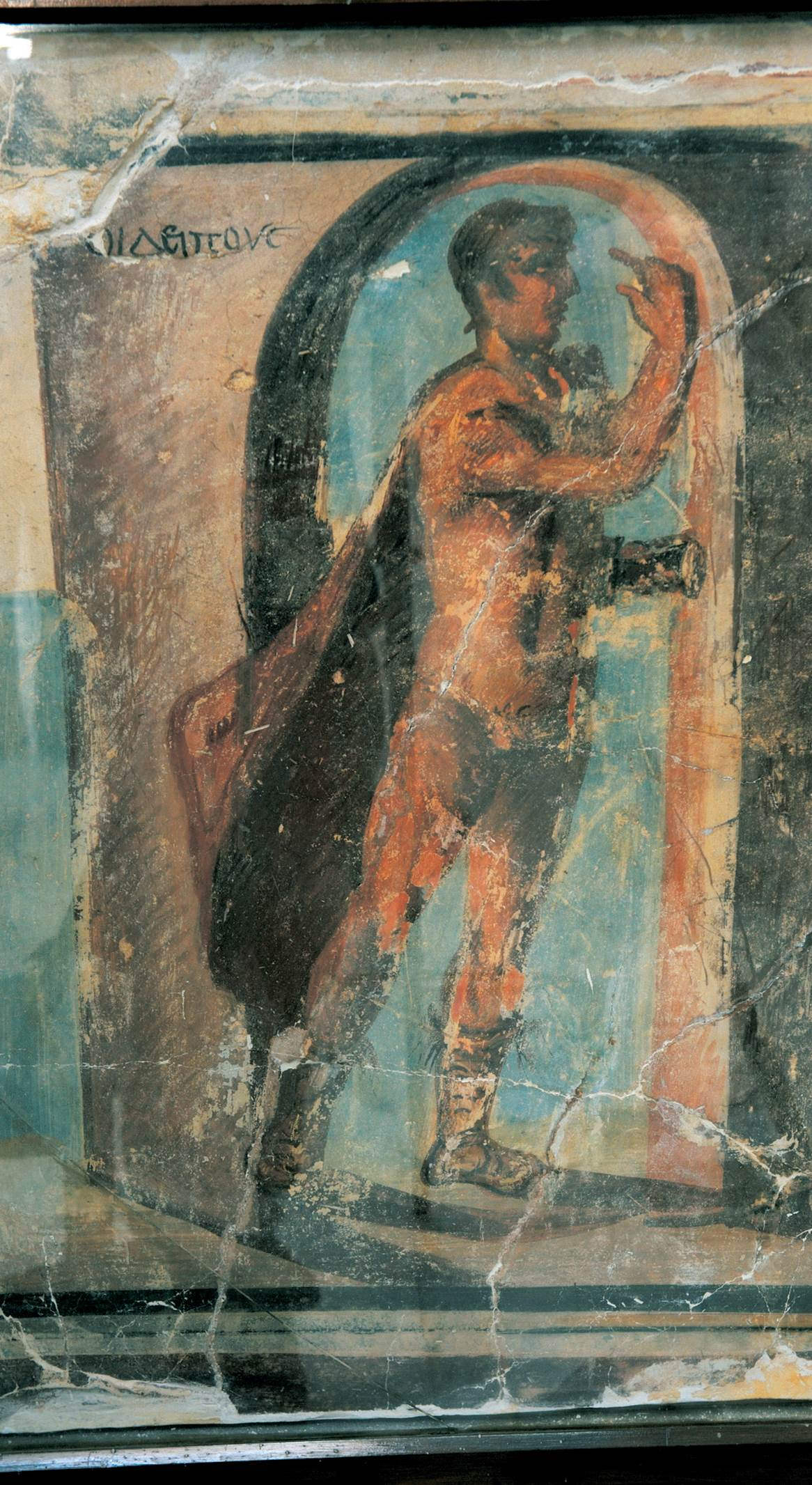
Эдип разгадывает загадку Сфинкса. Деталь фрески II века, хранится в Египетском музее

## В мифологии
Оракул предсказывал Лаию, что тот умрёт от руки своего сына. Ослушавшись предсказания, Лаий женится на Иокасте. После рождения сына, опасаясь за свою жизнь, он приказывает проколоть ноги новорождённого Эдипа и выбросить его у подножья горы Киферон. На третий день после рождения, зимой, Эдип брошен в горах, в долине Киферона. Ему сковали суставы ног. Там его нашёл коринфский пастух. Пастух отнёс мальчика в Коринф к царю Полибу и его жене Перибее, которые воспитали его как родного сына, дав ему имя Эдип, то есть «имеющий вспухшие ноги». Ребёнок был воспитан в местечке Тенея у Коринфа.

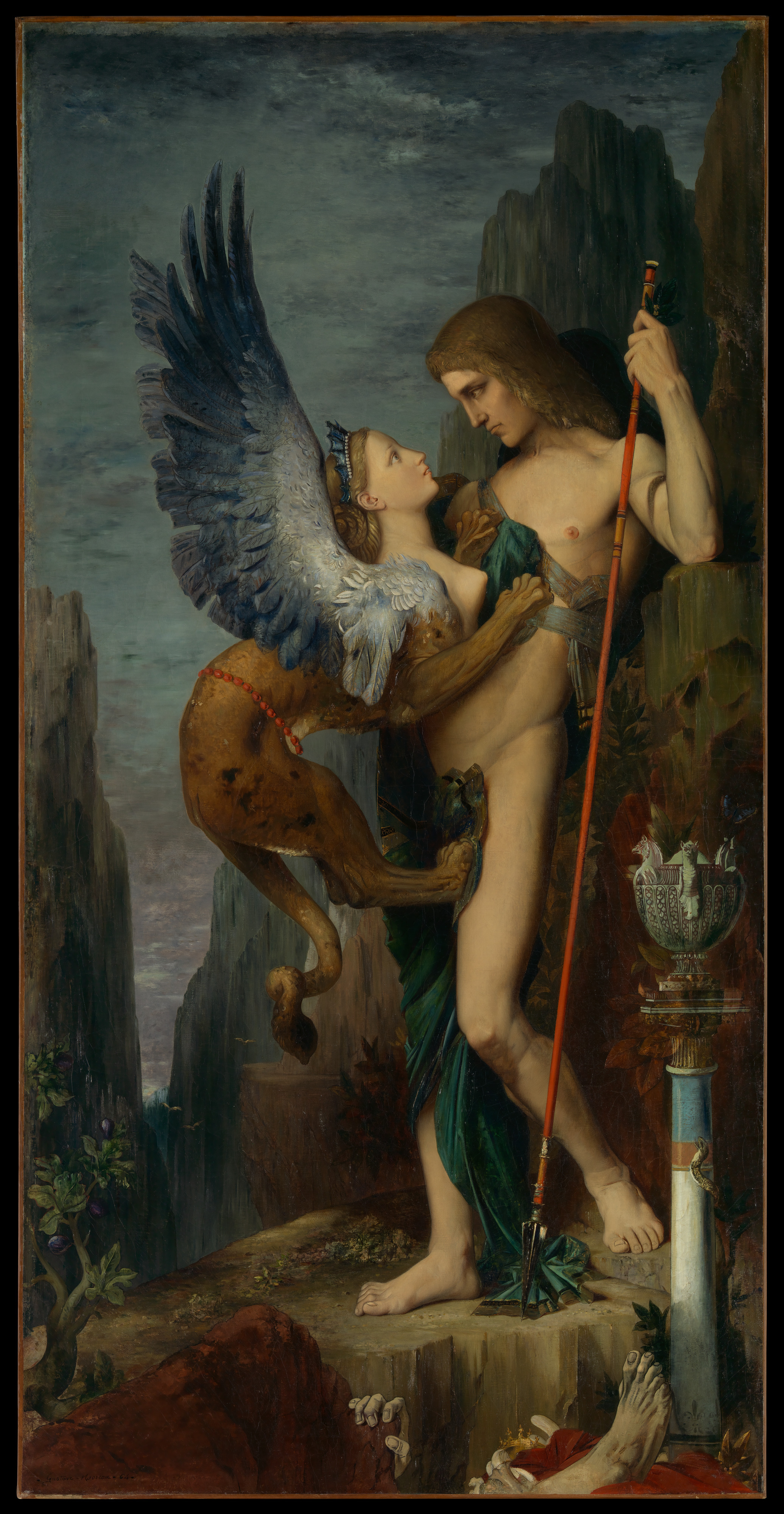
Гюстав Моро, Эдип и Сфинкс, 1864

Когда Эдип достиг зрелости, ровесники стали обвинять его в том, что он приёмыш, тогда он отправился в Дельфы. У входа в храм были написаны 3 максимы: 
1. Познай самого себя, 
2. Ничего сверх меры, 
3. Ручайся только за себя. Дельфийский оракул через Пифию предсказал ему, что он убьёт своего отца и женится на своей матери.
Избегая Полиба, которого Эдип считал своим отцом, он отправился в Фивы. По дороге в Дельфы, у распутья трёх дорог он встретил Лаия, вступил в спор с его возницей, а затем убил и его самого. Согласно трагедиям, Лаий наехал колесом ему на ногу, за что Эдип убил его посохом. Затем Эдип смыл кровь после убийства в источнике, названном Эдиподия.
Явившись в Фивы, Эдип освободил город от страшного чудовища (сфинкса), разгадав её загадку, за что Фивы избрали Эдипа своим царём. Он женился на вдове Лаия Иокасте (у Гомера она носит имя Эпикасты), не зная, что она является его матерью. От неё он имел сыновей — Этеокла и Полиника и дочерей Антигону и Исмену. Другие версии называют женами Эдипа также Евриганею и Астимедусу.
В наказание за такое преступление (пусть и совершённое неосознанно) боги послали на Фивы моровую язву и объявили, что она не прекратится, пока не будет изгнан из города убийца Лаия. Узнав истину, его жена Иокаста повесилась, а Эдип в отчаянии ослепил себя. Когда сыновья стали пренебрегать им, он их проклял.

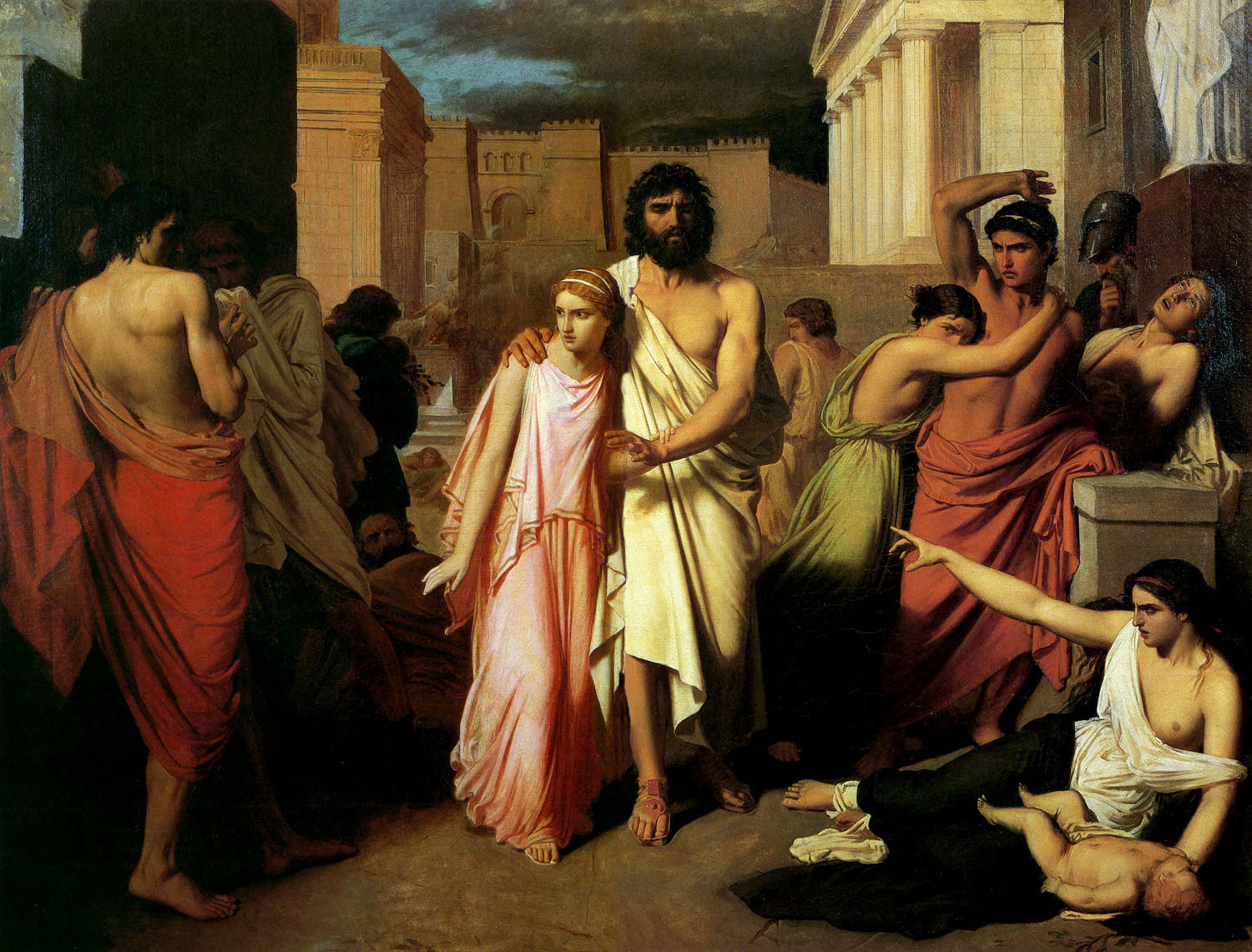
Антигона и Эдип покидают Фивы

Затем несчастный слепец покинул Фивы в сопровождении своей дочери Антигоны и после долгих странствований умер в Колоне, близ Афин, в храме Эриний. Вступил на афинскую землю в Конном Колоне. Могила — в святилище Эриний в Афинах, по мнению Павсания, кости перевезены из Фив. Гесиод описывает, что Эдип умер в Фивах. Его похоронили там, но затем как нечестивца перенесли в селение Кеос в Беотии, а затем в священный участок Деметры. Надгробные игры по Эдипу упомянуты в «Илиаде».

## Эдип в последующей традиции

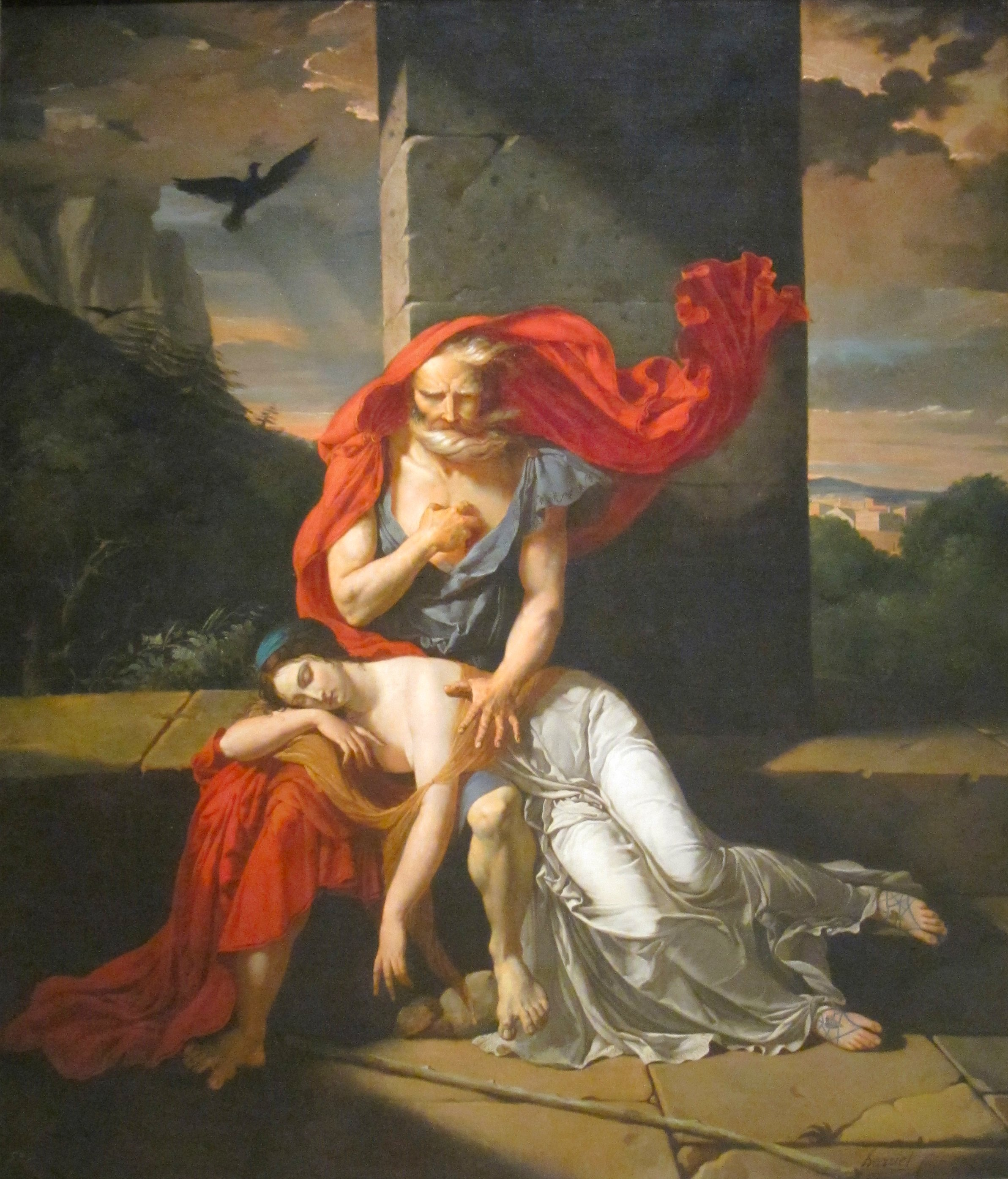
Фульшран Жан Аррье. Эдип в Колоне

Предание об Эдипе встречается уже у Гомера, Гесиода и киклических поэтов. Эдип — действующее лицо поэмы «Эдиподия», трагедии Эсхила «Эдип», его сатировской драмы «Сфинкс» (фр.235-236 Радт); трагедий Софокла «Царь Эдип» и «Эдип в Колоне», трагедий Еврипида «Эдип» и «Финикиянки», трагедии Мелета Младшего «Эдиподия», трагедий Ахея Эретрийского, Ксенокла Старшего, Никомаха, Никомаха Афинского, Филокла Старшего, Диогена, Каркина Младшего, Феодекта, Тимокла и неизвестного автора «Эдип», двух трагедий Ликофрона «Эдип», комедии Евбула «Эдип», трагедии Цезаря «Эдип» и Сенеки «Эдип».
В новейшее время сказание об Эдипе было использовано Гуго фон Гофмансталем; в музыке — Игорем Стравинским и Джордже Энеску. Сюжет об Эдипе стал хрестоматийным примером того, как герой тщетно пытается избежать уготованной ему судьбы.
Предание об Эдипе занимает важное место в романе Милана Кундеры «Невыносимая лёгкость бытия», однако в нём рассматривается не неотвратимость судьбы, а мораль, изменившаяся со времён Эдипа (должен ли человек «выкалывать себе глаза», если он узнал о преступности своих действий лишь после совершения преступления?).
В романе Орхана Памука «Рыжеволосая женщина» сопоставлены западный миф об убийстве Эдипом неузнанного им отца Лаия и восточный миф об убийстве Рустамом неузнанного им сына Сухраба («Шахнаме» Фирдоуси).
В психоанализе есть понятие эдипов комплекс — бессознательное эротическое влечение ребёнка к родителю противоположного пола и связанная с ним агрессия к родителю своего пола.
Термин эдипизм используется в медицине для обозначения серьёзного самоповреждения глаз, которое является формой членовредительства и обычно вызывается психозом, параноидальным бредом или наркотиками.